# Infiltration (Militär)
Infiltrieren, Einsickern, Einschleusen oder kurz Sickern und Schleusen bezeichnet das unbemerkte Eindringen meistens kleiner militärischer Aufklärungs- und Spezialeinheiten in das durch den Gegner kontrollierte Gebiet.
Infiltriert wird mit der Absicht, unentdeckt den gegnerischen Raum zu betreten, um einen Auftrag (meistens Informationsbeschaffung oder Sabotage) durchzuführen und sich anschließend wieder unbemerkt abzusetzen (Exfiltration).
Infiltrationsteams bestehen meist nur aus einer Handvoll Soldaten. Um bis zur Erfüllung ihres Auftrages nicht die Tarnung preiszugeben, meiden sie offene Kampfhandlungen. Im Aufklärungsbereich gilt die Infiltration dann als erfolgreich, wenn der Gegner nicht vor Beendigung dieser Operation bemerkt, dass er „Besuch“ hatte. Das Manöver setzt sehr gute Kenntnisse über die Möglichkeiten des Feindes, das Einsatzgebiet und die örtliche Bevölkerung voraus. Mit diesen Informationen über das Ziel werden einzelne oder mehrere Teams losgeschickt und laufen vorher festgelegte Routen ab. Diese können z. B. Sammelpunkte, Sabotageaktionen oder Vorgaben zum Waffeneinsatz beinhalten.
Eine Zusammenarbeit mit örtlichen Widerstandskämpfern ist ebenfalls möglich. Es können sowohl Geländeregionen wie auch bebautes Gebiet infiltriert werden.